# Episodi di Summer Crush (terza stagione)
La terza stagione di Summer Crush è composta da 26 episodi ed è stata trasmessa in Francia sul canale France 2 dal 5 al 21 agosto 2009.
In Italia la stagione è stata trasmessa in anteprima assoluta sul canale Mya, della piattaforma Mediaset Premium, dal 12 maggio al 16 giugno 2010, con un episodio al giorno.

In chiaro è stata trasmessa per la prima volta su Italia 1 dal 27 luglio al 12 agosto 2010, con un doppio episodio.

Dal 6 al 22 aprile 2011 la stagione è in replica su La5, alle ore 15:40, sempre con un doppio episodio, mentre su Italia 1 dal 26 settembre 2013, tutti i giorni, alle 6:25 circa con uno o due episodi integrali.

Dal 2010 al 2011, durante la trasmissione in chiaro della stagione su Italia 1 e La5, gli episodi venivano tagliati di 4 o 5 minuti, in modo da ottenere una puntata da 40 minuti totali.
| nº | Titolo originale                   | Titolo italiano                | Prima TV Francia | Prima TV Italia |
| -- | ---------------------------------- | ------------------------------ | ---------------- | --------------- |
| 1  | La nouvelle Alice                  | La nuova Alice                 | 5 agosto 2009    | 12 maggio 2010  |
| 2  | Plus jamais amoureuse              | Mai più innamorarsi            | 5 agosto 2009    | 13 maggio 2010  |
| 3  | Alex?                              | Alex?                          | 6 agosto 2009    | 14 maggio 2010  |
| 4  | Vers l'arbre à pleurs              | Verso l'albero delle lacrime   | 6 agosto 2009    | 17 maggio 2010  |
| 5  | L'àme d'enfant                     | Lo spirito infantile           | 7 agosto 2009    | 18 maggio 2010  |
| 6  | Alex!                              | Dov'è Alex?                    | 7 agosto 2009    | 19 maggio 2010  |
| 7  | Australia                          | Compromesso con la realtà      | 10 agosto 2009   | 20 maggio 2010  |
| 8  | Dans la peau d'Alex                | Nei panni di Alex              | 10 agosto 2009   | 21 maggio 2010  |
| 9  | Etre humain                        | Essere umano                   | 11 agosto 2009   | 24 maggio 2010  |
| 10 | Fortune Cookie                     | Biscotti della fortuna         | 11 agosto 2009   | 25 maggio 2010  |
| 11 | Sam à la folie                     | Follia                         | 12 agosto 2009   | 26 maggio 2010  |
| 12 | Lettre à Alex                      | Lettera ad Alex                | 12 agosto 2009   | 27 maggio 2010  |
| 13 | La tribu d'Amhis/Colle ton oreille | Spiriti muti                   | 13 agosto 2009   | 28 maggio 2010  |
| 14 | Confusion                          | Confusione                     | 13 agosto 2009   | 31 maggio 2010  |
| 15 | Source sensuelle                   | Fonte magica                   | 14 agosto 2009   | 1º giugno 2010  |
| 16 | Choc et stupeur                    | Stupore                        | 14 agosto 2009   | 2 giugno 2010   |
| 17 | Un animal magique                  | Un animale magico              | 17 agosto 2009   | 3 giugno 2010   |
| 18 | Dilemme                            | Dilemma                        | 17 agosto 2009   | 4 giugno 2010   |
| 19 | Miroirs de lune                    | Specchi di luna                | 18 agosto 2009   | 7 giugno 2010   |
| 20 | Seule la mort                      | Addio, Sam                     | 18 agosto 2009   | 8 giugno 2010   |
| 21 | L'amour d'un frère                 | L'amore di un fratello         | 19 agosto 2009   | 9 giugno 2010   |
| 22 | Frères de mort                     | Uniti per sempre               | 19 agosto 2009   | 10 giugno 2010  |
| 23 | Le complexe de Maxine              | Il complesso di Maxine         | 20 agosto 2009   | 13 giugno 2010  |
| 24 | A travers le banyan                | Qualcuno che tu ami            | 20 agosto 2009   | 14 giugno 2010  |
| 25 | Contact avec les Inconsolables     | Incontro con gli inconsolabili | 21 agosto 2009   | 15 giugno 2010  |
| 26 | Soleil Bleu                        | Sole Azzurro                   | 21 agosto 2009   | 16 giugno 2010  |